# Rhadinella hannsteini
La culebra café labios manchados (Rhadinella hannsteini) es una especie de serpiente que pertenece a la familia Dipsadidae. Es nativa de la vertiente del Pacífico de la Sierra Madre en el sur de México y Guatemala. Su único hábitat conocido es la hojarasca a la sombra de los cafetales. Su rango altitudinal oscila entre 1050 y 1450 m s. n. m..